# Elemento representativo

La tabla periódica de los elementos químicos. Las columnas representa los grupos. Los grupos 1, 2 y del 13 al 18 son los grupos de "elementos representativos".

En química y física atómicas,  los elementos representativos o elementos de los grupos principales son elementos químicos de los grupos largos de la tabla periódica, encabezados por los elementos hidrógeno, berilio, boro, carbono, nitrógeno, oxígeno, flúor, y helio  si como aparecen en la tabla periódica de los elementos. Se caracterizan por presentar configuraciones electrónicas "externas" en su estado fundamental que van desde ns1 hasta ns2np6, a diferencia de los elementos de transición y de los elementos de transición interna.
Los elementos representativos son los elementos de los grupos 1 y 2 (bloque s), y de los grupos de 13 a 18 (bloque p). Hasta hace unos años, estos grupos se identificaban con números romanos del I al VII con la letra A. Los elementos del grupo 12 son generalmente considerados como metales de transición, sin embargo, el zinc (Zn), el cadmio (Cd), y el mercurio (Hg) comparten algunas propiedades de ambos grupos, y algunos científicos creen que deben ser incluidos como elementos representativos o elementos de los grupos principales.
En anteriores nomenclaturas, los elementos de los grupos principales son los grupos IA y IIA, y los grupos IIIB a 0 (el CAS los denomina grupos IIIA al VIIIA).
Los elementos representativos (con algunos  metales de transición más ligeros) son los elementos más abundantes en la tierra, en el sistema solar y en el universo, y presentan densidades muy bajas.

## Nota
1. ↑  Desde 1970, la IUPAC recomienda identificar a los grupos de elementos químicos con los números 1 al 18. Nomenclature of Inorganic Chemistry: Definitive Rules 1970. Commission on the Nomenclature of Inorganic Chemistry. IUPAC. Butterworths, 1971.